# Tadija Smičiklas
Tadija Smičiklas (Reštovo, 1 de octubre de 1843 - Zagreb, 8 de junio de 1914) fue un historiador y político croata.

## Biografía
Smičiklas nació Reštovo, en la región de Zumberak, en el seno de una familia greco-católica descendiente de uscocos que se asentaron en la región cuando era frontera con el imperio otomano.
Smičiklas estudió en Zagreb en el seminario católico griego gracias a la influencia de su familia, notablemente gracias a sus parientes los obispos Gabrijel y Đuro Smičiklas. Continuó sus estudios de historia y geografía en la entonces capital imperial, Viena, durante 1864–69. Empezó su carrera profesional en el instituto de Rijeka en 1870. Varios años más tarde logró plaza en el de Zagreb. En 1882 se convirtió en profesor con dedicación exclusiva en la Facultad de Filosofía de la Universidad de Zagreb y en 1883 se convirtió en miembro de la  Academia Yugoslava de Ciencias y Artes.
Fue miembro del Partido Popular Independiente de Franjo Rački y Josip Juraj Strossmayer, por el que fue elegido diputado dos veces (1884-1887 y 1897-1902). En 1891 declaró, "buscamos que la Croacia independiente tenga el estatus en la monarquía que Hungría ya tiene". Desafió con esa postura públicamente al ban Dragutin Karoly Khuen-Héderváry.
En el año académico 1886/87 se convirtió en decano de la Facultad de Filosofía, siendo rector de la universidad de 1888 a 1889. Desde 1875 fue consejero de la asociación cultural Matica hrvatska, y de 1889 a 1891 fue su presidente. En 1900 fue elegido presidente de la Academia Yugoslava de Ciencias y Artes, cargo que mantuvo hasta su muerte.
En 1905 se retiró de vida pública. Fue nombrado ciudadano honorario de Zagreb, Varaždin y Karlovac.
Smičiklas publicó la primera historia de Croacia (2 volúmenes, 1879-1882). Su obra se suele considerar erudita, crítica, comprensible y fundado en evidencia autenticada fiable, poniendo los cimientos para historiografía croata y fortaleciendo la idea de continuidad croata como nación.

## Trabajos
- Život i djela Vjekoslava Babukića (1876)
- Spomen knjiga Matice Hrvatske
- Obrana i razvitak hrvatske narodne ideje od 1790. do 1835.
- Život i djela Ivana Kukuljevića Sakcinskog
- Život i djela dra. Franje Račkoga (1855)